# Bibiana Steinhaus
Bibiana Steinhaus-Webb (* 24. März 1979 in Bad Lauterberg im Harz) ist eine ehemalige deutsche FIFA-Schiedsrichterin. Sie war die erste Frau, die im deutschen Männer-Profifußball Spiele leitete. Außerdem war sie die erste Frau, die sowohl das Finale einer Frauen-Weltmeisterschaft als auch das Finale eines olympischen Fußballturniers der Frauen geleitet hat. Seit 2016 ist sie Mitglied des MTV Engelbostel-Schulenburg.

## Karriere
Steinhaus war Sachbearbeiterin im Niedersächsischen Ministerium für Inneres und Sport mit der Amtsbezeichnung Polizeihauptkommissarin der Polizei Niedersachsen. Nach ihrer aktiven Fußballkarriere beim SV Bad Lauterberg und seit dem Engagement als Schiedsrichterin 1995 spielte sie noch als Abwehrspielerin in der niedersächsischen Polizeiauswahl. Sie trat in die Fußstapfen ihres Vaters, der ebenfalls Schiedsrichter ist. Bereits 1999 wurde sie DFB-Schiedsrichterin und leitete Spiele der Frauen-Bundesliga. Im Männerbereich stieg sie im gleichen Jahr in die Oberliga Nord und 2001 in die Männer-Regionalliga auf. Am 31. Mai 2003 leitete sie das DFB-Pokalfinale der Frauen zwischen dem 1. FFC Frankfurt und dem FCR 2001 Duisburg. Im Jahr 2005 rückte sie als FIFA-Schiedsrichterin auf und wurde als solche mehrfach bei Länderspielen und Spielen des UEFA Women’s Cup (mittlerweile in UEFA Women’s Champions League umbenannt) eingesetzt.
In der Saison 2007/08 leitete Steinhaus als erste Frau ein Spiel in der 2. Fußball-Bundesliga der Männer. Ihre Berufung in den Schiedsrichterkader wurde von einem großen Medienecho begleitet. Im Vorfeld hatte der DFB den Werdegang der Schweizer Schiedsrichterin Nicole Petignat beobachtet, die bereits Spiele in der Super League geleitet hatte. Steinhaus war dabei bereits seit 2003 als Schiedsrichterassistentin in der 2. Bundesliga aktiv gewesen. Am 21. September 2007 pfiff sie ihre erste Zweitligapartie, die die TSG 1899 Hoffenheim mit 2:0 gegen den SC Paderborn 07 gewann. Im Laufe dieser Saison wurde sie erstmals als vierte Offizielle in der Männer-Bundesliga eingesetzt.

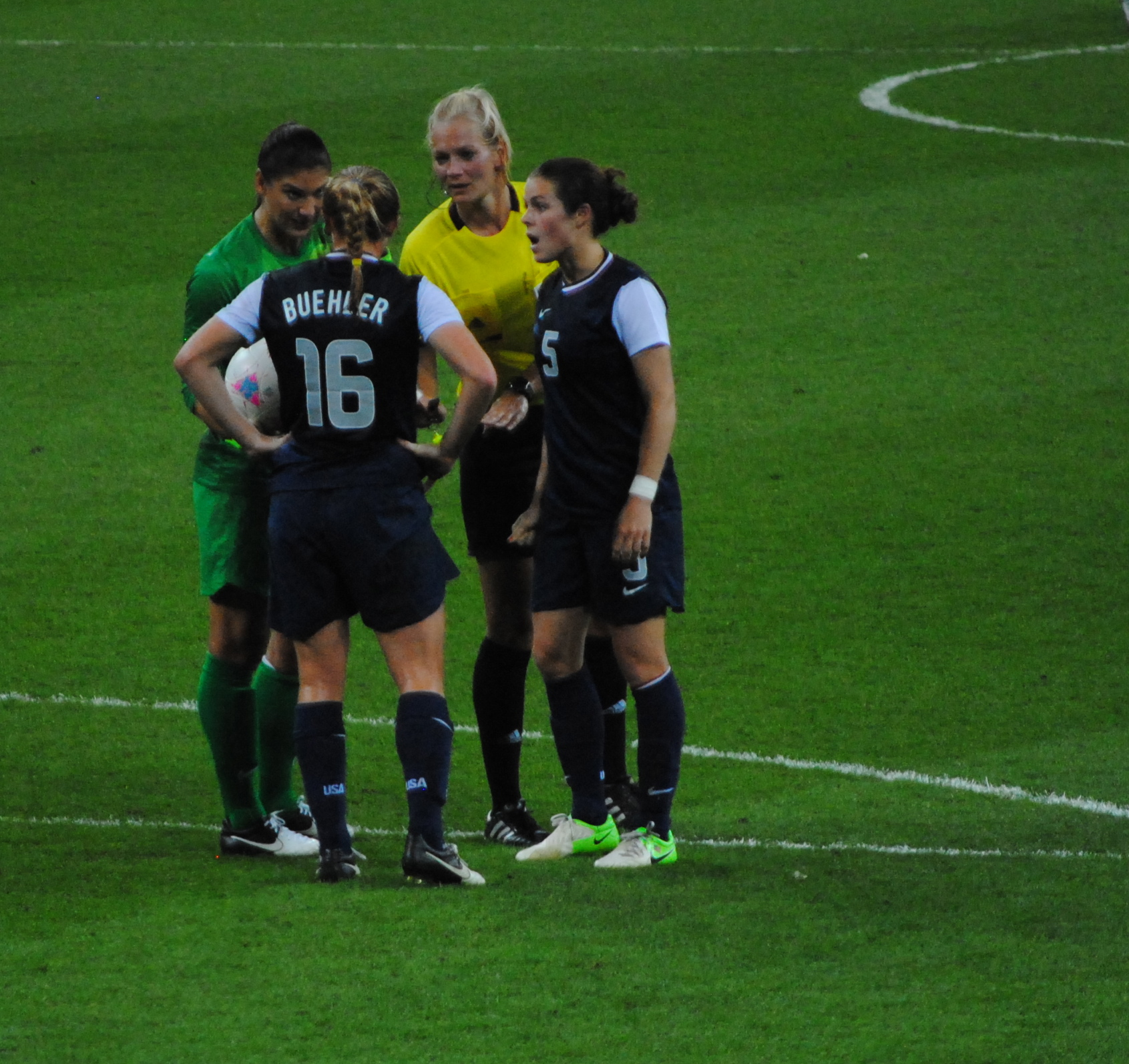
Steinhaus (in gelb) während des olympischen Endspiels (2012)

Am 10. August 2008 leitete Steinhaus mit der Erstrundenpartie TSG Neustrelitz gegen den TSV 1860 München als erste Schiedsrichterin ein DFB-Pokalspiel der Männer. Im November 2008 leitete sie Spiele der U-20-Weltmeisterschaft der Frauen in Chile. Außerdem war sie für die Frauen-Europameisterschaft 2009 in Finnland nominiert, bei der sie in zwei Vorrundenbegegnungen der Gruppe C sowie einem Viertelfinalspiel zum Einsatz kam.
Am 15. April 2011 erfolgte ihre Nominierung – gemeinsam mit den Assistentinnen Katrin Rafalski aus Bad Zwesten und Marina Wozniak aus Herne – als eine von 16 Schiedsrichterinnen für die Frauen-Weltmeisterschaft 2011 in Deutschland. Sie pfiff die Gruppenspiele Vereinigte Staaten – Nordkorea und Äquatorialguinea – Brasilien sowie das Endspiel zwischen Japan und den Vereinigten Staaten. Am 12. April 2012 wurde Steinhaus für das Frauenturnier der Olympischen Spiele 2012 in London als Schiedsrichterin nominiert – neben Felix Brych, der am Turnier der Herren teilnahm. Dort leitete sie das Vorrundenspiel Neuseeland – Brasilien sowie das Finale zwischen den Vereinigten Staaten und Japan.
Nach Einschätzung des Vorsitzenden der DFB-Schiedsrichterkommission, Herbert Fandel, war Steinhaus zu ihrer aktiven Zeit „die beste Schiedsrichterin der Welt. Das sage ich überall, wo ich es loswerden kann. Das sieht aber auch jeder, der von Fußball Ahnung hat.“ (2012) Bezüglich einer häufiger geforderten Berufung von Steinhaus in die höchste deutsche Spielklasse sagte Fandel allerdings auch: „Bislang zählte Bibiana Steinhaus am Ende der Saison nicht zu den besten Unparteiischen der 2. Liga, sodass ein Aufstieg bislang nicht gerechtfertigt war.“ Im Mai 2014 wurde sie für die U-20-Fußball-Weltmeisterschaft der Frauen nominiert. Sie leitete das Eröffnungsspiel des Turniers, ein weiteres Vorrundenspiel sowie das Viertelfinale zwischen Nordkorea und den USA. Steinhaus wurde 2015 erneut für die Weltmeisterschaft der Frauen in Kanada nominiert und leitete dort zwei Partien, davon eine im Achtelfinale.
In der Saison 2015/16 zeigte Steinhaus laut einem später bekannt gewordenen internen Ranking die beste Schiedsrichterleistung der 2. Fußball-Bundesliga. Am 12. Mai 2017 wurde sie als Schiedsrichterin für das Finale der Women’s Champions League ausgewählt, was möglich war, da erstmals keine deutsche Mannschaft das Finale erreicht hatte.
In der Saison 2017/18 gehörte sie zu den 24 Schiedsrichtern der Fußball-Bundesliga, die in der höchsten deutschen Männerspielklasse Spiele leiteten; unter ihnen war sie die einzige und zugleich erste Frau. Ihre erste Begegnung in dieser Spielklasse leitete Steinhaus am 10. September 2017 mit dem Spiel Hertha BSC gegen Werder Bremen. Am 9. März 2018 teilte der DFB mit, dass Steinhaus ab sofort auch als Video-Assistentin eingesetzt werde. In dieser Funktion sorgte sie in der Saison 2017/18 am 30. Spieltag für ein Novum: Nachdem der leitende Schiedsrichter Guido Winkmann in der Partie zwischen dem 1. FSV Mainz 05 und dem SC Freiburg bereits zur Halbzeit gepfiffen hat, griff Steinhaus per Funk in das Spielgeschehen ein. Sie machte Winkmann auf ein Handspiel des Freiburger Spielers Marc Oliver Kempf aufmerksam. Daraufhin entschied dieser, nach Auswertung der Video-Bilder, auf Handelfmeter. Spieler des SC Freiburg, die sich bereits auf den Weg in die Kabine machten, mussten daher auf Anweisung von Winkmann auf den Platz zurückkehren.
Am 3. Dezember 2018 wurde Steinhaus für die WM 2019 nominiert. Bei der WM kam sie nur im Gruppenspiel zwischen Gastgeber Frankreich und Norwegen zum Einsatz, da sie sich in dem Spiel eine Muskelverletzung zuzog. Für die U-17-Fußball-Weltmeisterschaft 2019 der männlichen Junioren in Brasilien wurde sie als eine von 17 Video-Assistenten nominiert. Dabei war sie eine von insgesamt 4 Schiedsrichterinnen, die bei diesem Turnier in verschiedenen Funktionen amtierten.
Am 30. September 2020 gab Steinhaus bekannt, dass sie ihre aktive Karriere als Schiedsrichterin im Profi-Bereich beenden werde. Noch am selben Abend leitete sie als erste Frau und gleichzeitig als letztes Spiel ihrer Laufbahn auf dem Platz das Spiel um den DFL-Supercup zwischen Bayern München und Borussia Dortmund. Als Rücktrittsgründe führte sie an, dass sie in der Corona-Zeit Berufliches und Privates neu bewertet und nach sorgfältiger Abwägung vieler Faktoren sich für diesen Schritt entschieden habe. Einzelheiten zu dieser Entscheidung wolle sie zu einem späteren Zeitpunkt bekanntgeben. Steinhaus war nach ihrer Schiedsrichterkarriere zunächst eine Saison als Video-Assistentin in der 1. sowie 2. Fußball-Bundesliga in Deutschland tätig.
Steinhaus ist Unterzeichnerin des Positionspapiers „Fußball kann mehr“ für mehr Frauen im Fußball, das im Mai 2021 veröffentlicht wurde. Daraufhin wurde ihr aus dem Vorstand des DFB nahegelegt, sich sehr genau zu überlegen, ob sie Teil dieser Initiative sein wolle.
Am 9. August 2021 gab der DFB bekannt, dass Steinhaus-Webb den Deutschen Fußball-Bund verlässt, um künftig in England bei der Schiedsrichtervereinigung PGMOL als Women’s Select Group Director zu arbeiten. Teil der neuen Aufgabe war auch ein Austausch zwischen dem deutschen und dem englischen Fußballverband. Sie kam daraufhin nicht mehr als Video-Assistentin in Deutschland zum Einsatz.
Im Oktober 2024 wurde Steinhaus-Webb bei der FIFA als Leiterin der Frauenabteilung der FIFA-Schiedsrichtersubdivision vorgestellt. Sie habe dort die Aufgabe, die Entwicklung des Frauenschiedsrichterwesens auf allen Ebenen zusammen mit den FIFA-Mitgliedsverbänden und den Konföderationen zu beaufsichtigen und zu fördern.

## Persönliches
Steinhaus lebt in Hannover und ist seit Ende März 2021 mit dem ehemaligen englischen Schiedsrichterkollegen Howard Webb verheiratet, der in New York lebt. Beide sind seit 2016 ein Paar. Seit der Hochzeit trägt sie den Doppelnamen Bibiana Steinhaus-Webb.

## Ehrungen
- DFB-Schiedsrichterin des Jahres: 2007, 2008, 2009, 2010, 2011, 2017, 2018
- IFFHS Welt-Schiedsrichterin des Jahres: 2013, 2014, 2017, 2018[37][38][39]
- Hannovers Sportlerin des Jahres: 2007
- Niedersächsische Sportmedaille in der Kategorie "Sonderauszeichnung des Ministerpräsidenten": 2019[40]
- Großes Verdienstkreuz des Niedersächsischen Verdienstordens: 2021

## Turniere im Frauenbereich

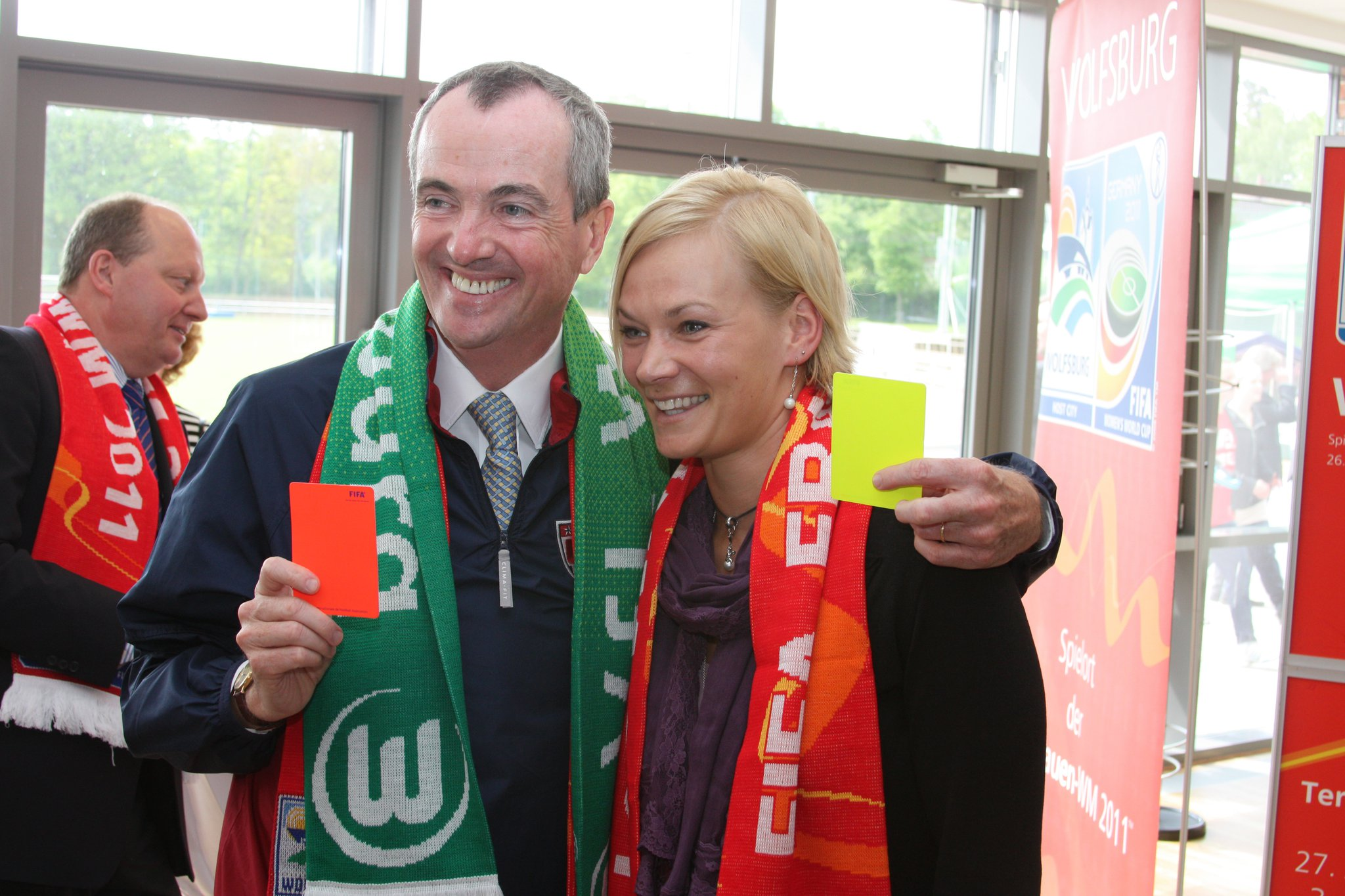
Als Finalschiedsrichterin der WM 2011 zeigt sich Steinhaus neben dem damaligen US-Botschafter in Deutschland Philip D. Murphy

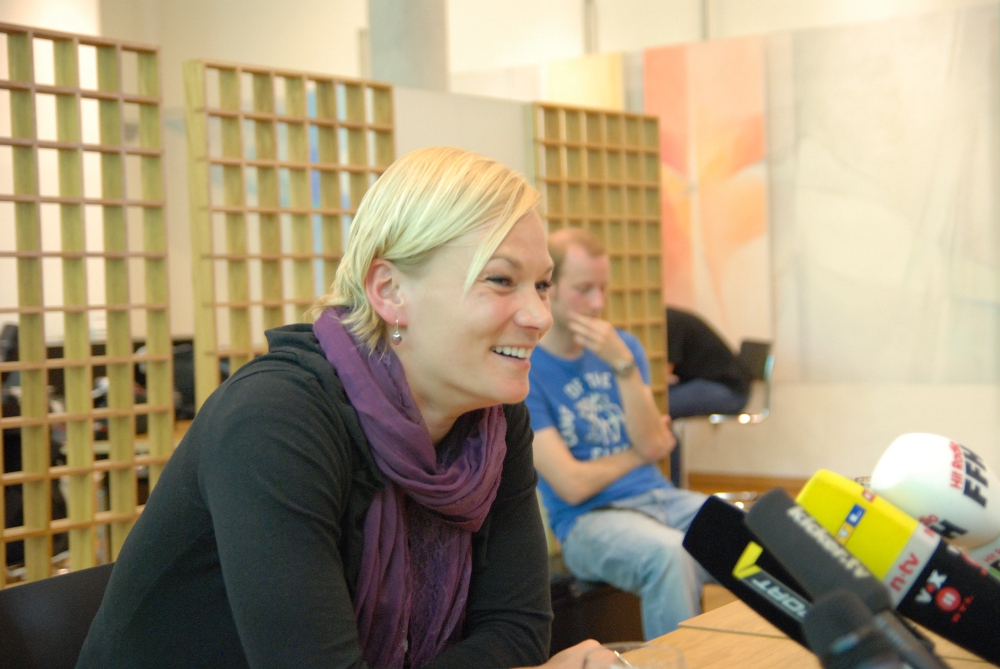
Steinhaus während einer Pressekonferenz im Vorfeld der WM 2011

### Einsätze bei der U20-Weltmeisterschaft 2008 in Chile
|                                                  |   |           |           |
| Gruppe D, 20. November 2008, 19:00 Uhr in Temuco |   |           |           |
| Brasilien                                        | – | Nordkorea | 3:2 (1:1) |
| Gruppe A, 26. November 2008, 19:00 Uhr in Temuco |   |           |           |
| Nigeria                                          | – | Chile     | 2:0 (2:0) |

### Einsätze bei der Europameisterschaft 2009 in Finnland
|                                                                          |   |          |           |
| Gruppe C, 25. August 2009, 17:30 Uhr in Lahti                            |   |          |           |
| England                                                                  | – | Italien  | 1:2 (1:0) |
| Gruppe C, 28. August 2009, 17:30 Uhr in Turku                            |   |          |           |
| Italien                                                                  | – | Schweden | 0:2 (0:2) |
| Viertelfinale, 4. September 2009, 20:00 Uhr in Helsinki (Fußballstadion) |   |          |           |
| Schweden                                                                 | – | Norwegen | 1:3 (0:2) |

### Einsätze beim Algarve-Cup in Portugal
|                                                                 |   |                    |                      |
| Finale, 11. März 2009, in Faro/Loulé (Estádio Algarve)          |   |                    |                      |
| Schweden                                                        | – | Vereinigte Staaten | 1:1 (1:0); 4:3 i. E. |
| Finale, 9. März 2011, 17:00 Uhr in Faro/Loulé (Estádio Algarve) |   |                    |                      |
| Island                                                          | – | Vereinigte Staaten | 2:4 (2:2)            |

### Einsätze bei der U20-Weltmeisterschaft 2010 in Deutschland
|                                                          |   |           |           |
| Gruppe C, 14. Juli 2010, 14:30 Uhr in Augsburg           |   |           |           |
| Mexiko                                                   | – | Japan     | 3:3 (3:1) |
| Gruppe D, 21. Juli 2010, 18:00 Uhr in Bielefeld          |   |           |           |
| Südkorea                                                 | – | USA       | 0:1 (0:1) |
| Spiel um Platz 3, 1. August 2010, 12:00 Uhr in Bielefeld |   |           |           |
| Südkorea                                                 | – | Kolumbien | 1:0 (1:0) |

### Einsätze bei der Weltmeisterschaft 2011 in Deutschland
|                                                |   |                    |                                 |
| Gruppe C, 28. Juni 2011, 18:15 Uhr in Dresden  |   |                    |                                 |
| Vereinigte Staaten                             | – | Nordkorea          | 2:0 (0:0)                       |
| Gruppe D, 6. Juli 2011, 18:00 Uhr in Frankfurt |   |                    |                                 |
| Äquatorialguinea                               | – | Brasilien          | 0:3 (0:0)                       |
| Finale, 17. Juli 2011, 20:45 Uhr in Frankfurt  |   |                    |                                 |
| Japan                                          | – | Vereinigte Staaten | 2:2 n. V. (1:1, 0:0), 3:1 i. E. |

### Einsätze beim olympischen Fußballturnier 2012 in London
|                                               |   |           |           |
| Gruppe E, 28. Juli 2012, 14:30 Uhr in Cardiff |   |           |           |
| Neuseeland                                    | – | Brasilien | 0:1 (0:0) |
| Finale, 9. August 2012, 19:45 Uhr in London   |   |           |           |
| Vereinigte Staaten                            | – | Japan     | 2:1 (1:0) |

### Einsätze bei der Europameisterschaft 2013 in Schweden
|                                                                              |   |          |           |
| Gruppe A, 10. Juli 2013, 20:30 Uhr in Göteborg (Offizielles Eröffnungsspiel) |   |          |           |
| Schweden                                                                     | – | Dänemark | 1:1 (1:1) |
| Gruppe C, 15. Juli 2013, 18:00 Uhr in Linköping                              |   |          |           |
| England                                                                      | – | Russland | 1:1 (0:1) |
| Viertelfinale, 22. Juli 2013, 18:00 Uhr in Kalmar                            |   |          |           |
| Norwegen                                                                     | – | Spanien  | 3:1 (2:0) |

### Einsätze bei der U-20-Weltmeisterschaft 2014 in Kanada
|                                                                              |   |                    |                                |
| Gruppe A, 5. August 2014, 20:00 Uhr in Toronto (Offizielles Eröffnungsspiel) |   |                    |                                |
| Kanada                                                                       | – | Ghana              | 0:1 (0:1)                      |
| Gruppe D, 9. August 2014, 20:00 Uhr in Montréal                              |   |                    |                                |
| Paraguay                                                                     | – | Costa Rica         | 2:1 (1:1)                      |
| Viertelfinale, 16. August 2014, 23:00 Uhr in Toronto                         |   |                    |                                |
| Nordkorea                                                                    | – | Vereinigte Staaten | 1:1 n. V. (1:1, 0:1) 3:1 i. E. |

### Einsatz im panamerikanischen Playoff für die Weltmeisterschaft 2015 in Kanada
|                                     |   |                     |     |
| Hinspiel, 8. November 2014 in Quito |   |                     |     |
| Ecuador                             | – | Trinidad und Tobago | 0:0 |

### Einsätze bei der Weltmeisterschaft 2015 in Kanada
|                                                    |   |            |           |
| Gruppe A, 11. Juni 2015, 19:00 Uhr in Edmonton     |   |            |           |
| Kanada                                             | – | Neuseeland | 0:0       |
| Achtelfinale, 20. Juni 2015, 17:30 Uhr in Edmonton |   |            |           |
| Volksrepublik China                                | – | Kamerun    | 1:0 (1:0) |

### Einsatz beim europäischen Qualifikationsturnier für die Olympischen Spiele 2016
|                                      |   |          |           |
| 2. März 2016, 19:30 Uhr in Rotterdam |   |          |           |
| Norwegen                             | – | Schweden | 0:1 (0:1) |

### Einsätze bei der Europameisterschaft 2017
|                                                       |   |             |           |
| Gruppenspiel, 18. Juli 2017, 18:00 Uhr in Deventer    |   |             |           |
| Österreich                                            | – | Schweiz     | 1:0 (1:0) |
| Gruppenspiel, 24. Juli 2017, 20:45 Uhr in Tilburg     |   |             |           |
| Belgien                                               | – | Niederlande | 1:2 (0:1) |
| Viertelfinale, 29. Juli 2017, 18:00 Uhr in Doetinchem |   |             |           |
| Niederlande                                           | – | Schweden    | 2:0 (1:0) |

### Einsatz bei der U20-Weltmeisterschaft 2018 in Frankreich
|                                                    |   |           |           |
| Gruppe B, 12. August 2018, 13:30 Uhr in Concarneau |   |           |           |
| Brasilien                                          | – | Nordkorea | 1:2 (0:1) |

### Einsätze bei der Weltmeisterschaft 2019 in Frankreich
|                                             |   |          |           |
| Gruppe A, 12. Juni 2019, 21:00 Uhr in Nizza |   |          |           |
| Frankreich                                  | – | Norwegen | 2:1 (0:0) |